# Кислов Борис Васильович
Борис Васильович Кислов (рос. Борис Васильевич Кислов; нар. 13 січня 1939, Ленінград, РРФСР) — радянський футболіст, виступав на позиції нападника, футбольний тренер. Майстер спорту СРСР.

## Життєпис
Дитинство провів у блокадному Ленінграді. Вихованець ленінградської ФШМ, перший тренер — В.А. Кусков. У змаганнях майстрів дебютував 3 травня 1957 року у виїзному матчі Кубку СРСР проти «Крил Рад» Воронеж (1:6). У 1958 році в класі «Б» грав за «Трудові резерви» (Липецьк) та ЛТІ (Ленінград). У 1959 році разом з «Адміралтійцем» переміг у класі «Б». У класі «А» провів три сезони — 1960/61 («Адміралтієць»), 1962 («Динамо» Ленінград). 16 жовтня 1961 року оформив хет-трик у ворота «Калева» (6: 2). Потім виступав за СКА Ленінград (1963), «Металург» Череповець (1964), «Металург» Запоріжжя (1965).
У 1972-1977 роках працював дитячим та юнацьким тренером у СК «Іжорець».